# Kerecky
Kerecky, česky dříve Kerecke (ukrajinsky Керецьки, maďarsky Kerecke), je obec v okrese Chust v Zakarpatské oblasti Ukrajiny. V roce 2025 zde žilo 4324 obyvatel.
V Kerecky je administrativní sídlo jednotného územního společenství (ukrajinsky Драгівська сільська громада), do kterého patří Kerecky a tyto další obce:
| Přepis do latinky | Název obce v cyrilici |
| Bereznyky         | Березники             |
| Kušnycja          | Кушниця               |
| Lysyčovo          | Лисичово              |

V roce 2025 žilo v této komunitě 16 664 obyvatel.

## Historie
Do uzavření Trianonské smlouvy byla obec součástí Uherska, poté součástí Československa. Za první československé republiky byl v tehdejší obci Kerecke obecní notariát, četnická stanice a poštovní úřad. Od roku 1945 byla obec součástí Ukrajinské sovětské socialistické republiky, která byla součástí SSSR. Od roku 1991 je obec součástí nezávislé Ukrajiny.